# Periasamy Kousalya
Periasamy Kousalya, également appelée P. Kausalya
  (née vers 1975) est une militante indienne engagée pour le droit des femmes  atteinte de VIH. Elle s'est fait remarquer en étant la première femme à parler aux médias du fait qu'elle est une des personnes séropositives  en Inde. Le gouvernement indien lui a décerné le prix Nari Shakti Puraskar (en français : Prix du pouvoir des femmes), en 2015. Elle est l'une des quatre personnes qui ont créé le Positive Women Network (en français : Réseau des femmes positives) pour défendre les droits des femmes séropositives.

## Biographie
Periasamy Kousalya est née vers 1975 et elle épouse son cousin germain à l'âge de vingt ans. Elle a été élevée par son père et sa femme, sa mère étant morte quand elle a deux ans. Elle ne s'entend pas avec sa belle-mère mais on lui a assuré que sa mère, avant de mourir, avait voulu qu'elle épouse son cousin. Deux semaines après le mariage, elle se sent mal et les examens révèlent qu'elle est séropositive. Elle a contracté l'infection de son mari et tous deux ont rapidement pris ce que l'on disait être des « remèdes ». En l'absence d'informations, elle raconte qu'un médecin lui a conseillé de se faire enlever l'utérus. Son mari, un chauffeur de camion, savait qu'il était séropositif avant le mariage. Ils se séparent et il a essayé, sans succès, de se remarier. Il se suicide et les médias s'intéressent à son histoire. Ils veulent qu'elle s'exprime et elle prend une décision courageuse qui fait d'elle la première femme en Inde à s'identifier comme étant séropositive.
Déboussolée et effrayée, c'est la nouvelle du travail du Dr Suniti Solomon qui lui permet de remettre de l'ordre dans sa vie. Elle continue à parler à la presse, mais elle ne veut pas que sa photo soit publiée. Elle et sa famille sont inquiètes des histoires de personnes séropositives tuées en Inde. Lorsque ses colocataires découvrent son statut, ils l'évitent.  En 1999, elle tombe très malade, atteinte de tuberculose et de méningite. Les médicaments qui coûtaient jusqu'alors 300 roupies en coûtent désormais 7 500. Les médicaments subventionnés ne seront pas disponibles avant cinq ans. Par chance, son oncle accepte de payer ses médicaments.
Étant l'une des rares personnes séropositives à accepter de parler aux médias, elle s'implique dans le débat sur la discrimination et le mariage de personnes séropositives avec des partenaires innocents.
Elle est l'une des fondatrices du Positive Women Network avec Varalakshmi, Jones et Hema. Elles ont fait pression sur les organisations gouvernementales pour qu'elles fournissent des informations sur le VIH. Elles ont utilisé l'engagement de l'Inde envers les objectifs du millénaire pour le développement pour persuader le gouvernement de fournir des maisons aux femmes démunies et pour plaider en faveur d'un traitement déscent pour les veuves séropositives.
Lorsque les médicaments antirétroviraux ont été introduits, dans le cadre de la gestion du VIH, le Positive Women Network s'est arrangé pour que l'un de ses volontaires surveille l'administration du traitement dans les hôpitaux afin d'améliorer le comportement du personnel.
Lors de la Journée internationale des femmes, en 2015, elle reçoit du président de l'Inde de l'époque, Pranab Mukherjee, le prix Nari Shakti Puraskar.

### Note
- (en) Cet article est partiellement ou en totalité issu de l’article de Wikipédia en anglais intitulé « P. Kausalya » (voir la liste des auteurs).